# Хилендарски листове
Хилендарските листове са остатък от несъхранил се старобългарски ръкопис, датиращ от края на X или първата половина на XI век. Виктор Григорович ги намира в Хилендарския манастир през 1844 г. Днес се пазят в Държавната научна библиотека, Одеса (№ Р1/533). Представляват два недобре запазени листа, изписани на кирилица. Съдържат част от поучителните слова на Кирил Йерусалимски, за чийто превод от гръцки на български език се смята, че е извършен при управлението на цар Симеон I (893-927). Писмото на „Хилендарските листове“ е архаично, а графическата им система – единствена по рода си.

## Изследвания
- „О древнейших памятниках церковно-славянских“, В. Григорович, Известия Отделения русского языка и словесности Императорской Академии наук, том 1, 1852 г., стр. 86-103.
- „Древние славянские памятники юсового письма“, И. Срезневский, Санкт-Петербург, 1868 г., стр. 37-38, 187-191.
- „Specimina linguae palaeoslovenicae. Образцы языка церковно-славянского по древнейшим памятникам глаголической и кирилловской письменности“, В. Ягич, Санкт-Петербург, 1882 г., стр. 64-66.
- „Хилендарские листки. Отрывок кирилловской письменности XI века“ – „Памятники старославянского языка“, Ст. Кульбакин, том 1, СПб., 1900 г.
- „Памятки старослав, нської мови X-XI вїкїв“, I. Огїенко, Варшава, 1929 г., стр. 42-44, 252-259.
- „Старобългарски кирилски откъслеци“, А. Минчева, 1978 г., стр. 24-39, 94-97, 113-201.